# Diamond Bar
Diamond Bar város az USA Kalifornia államában. Lakosainak száma 55 072 fő (2020. április 1.).

## Népesség
A település népességének változása:

| 2010 | 55 544 |
| 2020 | 55 072 |